# Воронов Сергій Євгенович (спортсмен)
Сергі́й Євге́нович Во́ронов (рос. Сергей Евгеньевич Воронов; *3 жовтня 1987, Москва, РРФСР, СРСР) — російський фігурист, що виступає в одиночному чоловічому катанні; дворазовий переможець Національних першостей Росії з фігурного катання (2008 і 2009 роки), учасник Чемпіонатів Європи (найвище досягнення — 4-е місце у 2008 році) і світу (найкращий результат — 7-й на ЧС з фігурного катання 2008 року) з фігурного катання, інших міжнародних турнірів.

## Кар'єра
Сергій Воронов почав займатися фігурним катанням у 4-річному віці в 1991 році в Москві у секції, до якої його записали батьки. Тренувався він під керівництвом Рафаеля Арутюняна. У 2002 році у зв'язку з переїздом Арутюняна на роботу до США, 13-річний Сергій, який не міг поїхати за наставником без батьків, перебрався до Санкт-Петербурга в групу Галини Кашиної. Пізніше Воронов знову змінив тренера, і в наш час[коли?] його наставником є Олексій Урманов.
У 2005 році спортсмен вперше виграв медаль — срібло юніорської першості Росії з фігурного катання, завоювавши право поїхати на тогорічний чемпіонат світу з фігурного катання серед юніорів, але там Сергію довелось знятися зі змагань після кваліфікаційного раунду через травму. У цьому ж сезоні на «дорослому» російському чемпіонаті з фігурного катання Воронов посів 6-е місце.

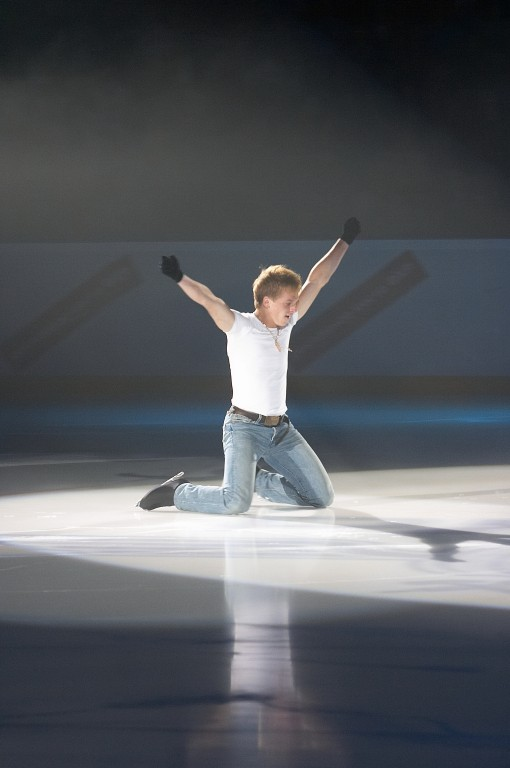
Сергій Воронов на комерційному шоу, сер. 2007 року

У наступному сезоні (2005/2006) Воронов знову виборює срібло національної юніорської першості Росії з фігурного катання і знову стає 6-м на такому ж «дорослому» турнірі. Цього разу на чемпіонаті світу з фігурного катання серед юніорів Сергій виступає дуже вдало, ставши його срібним призером, що, окрім бронз етапів юніорського Гран-Прі, стає найбільшим на той час успіхом фігуриста на міжнародній арені.
В сезоні 2006/2007 Сергій уперше взяв участь у етапах серії Гран-Прі. На чемпіонаті Росії з фігурного катання він став тільки 6-м і, таким чином, не потрапив на чемпіонат Європи з фігурного катання 2007 року. Однак вигравши чемпіонат Росії з фігурного катання серед юніорів і бронзу на світовій юніорській першості, здобув право взяти участь у чемпіонаті світу з фігурного катання в Токіо, де став 19-м.
Сезон 2007/2008 розпочався для Сергія з проблем зі здоров'ям. Попри те, що травма не дозволяла фігуристу впродовж сезону виконувати зубцові стрибки, він виграв першу для себе медаль етапу Гран-Прі (срібло «Trophee Eric Bompard»-2007), потім став вперше переможцем Чемпіонату Росії з фігурного катання 2008 року і дуже вдало виступив на головних стартах сезону — на Чемпіонаті Європи з фігурного катання 2008 року йому лише 1-го місця не вистачило до п'єдесталу — він став 4-м, а на Світовій першості посів доволі високе 7-е місце.
В серії Гран-Прі сезону 2007/2008 Сергій Воронов виступив невдало — став 6-м на етапі «Skate Canada»-2008 і 7-м на «Cup of Russia»-2008. Після цього за місяць, що лишався до Національної першості з фігурного катання 2009 року, спортсмен разом зі своїм тренером взялися змінювати коротку програму, оскільки невдалим здався вибір музичного супроводу. У грудні 2008 року Воронов підтвердив свій титул чемпіона країни. На Чемпіонаті Європи з фігурного катання 2009 року він був 6-м після виконання короткої програми, але а довільній став лише 13-м, відтак за сумою балів опинившись на 9-й позиції. Після цього результату Воронову довелось вислухати чимало неприємної критики з боку тренерів і функціонерів Федерації фігурного катання Росії. На жаль, для спортсмена ця історія з виступом «на Європі» майже повністю повторилася на Чемпіонаті світу з фігурного катання 2009 року в Лос-Анджелесі — показавши свій персонал бест у короткій і зайнявши з ним доволі високе 9-е місце, спортсмен спромігся у довільній лише на 14-й результат, і таким чином «скотився» на загальне 13-е місце, що, однак укупі з остаточним 10-м місцем колеги по збірній А. Лутая дозволило Росії залишити за собою квоту на наступний Чемпіонат світу з фігурного катання і отримати дві олімпійські ліцензії на турнір фігуристів-одиночників на XXI Зимовій Олімпіаді (Ванкувер, Канада, 2010).

## Поза спортом
Сергій Воронов є студентом Санкт-Петербурзького державного університету фізичної культури ім. П. Ф. Лесгафта.

## Спортивні досягнення
| Змагання / Сезони                                  | 2004/2005 | 2005/2006 | 2006/2007 | 2007/2008 | 2008/2009 |
| -------------------------------------------------- | --------- | --------- | --------- | --------- | --------- |
| Чемпіонати світу з фігурного катання               |           |           | 19        | 7         | 13        |
| Чемпіонати Європи з фігурного катання              |           |           |           | 4         | 9         |
| Чемпіонати світу з фігурного катання серед юніорів | WD        | 2         | 3         |           |           |
| Чемпіонати Росії з фігурного катання               | 6         | 6         | 6         | 1         | 1         |
| Чемпіонати Росії з фігурного катання серед юніорів | 2         | 2         | 1         |           |           |
| Етапи Гран-Прі: «Cup of Russia»                    |           |           |           |           | 7         |
| Етапи Гран-Прі: «Trophee Eric Bompard»             |           |           |           | 2         |           |
| Етапи Гран-Прі: «Skate America»                    |           |           | 7         |           |           |
| Етапи Гран-Прі: «Skate Canada»                     |           |           | 10        |           | 6         |
| Зимові Універсіади                                 |           |           | 5         |           |           |
| Турніри «Finlandia Trophy»                         |           |           | 6         |           | 3         |
| Етапи юніорського Гран-Прі, Японія                 |           | 3         |           |           |           |
| Етапи юніорського Гран-Прі, Болгарія               |           | 3         |           |           |           |
| Етапи юніорського Гран-Прі, Україна                | 6         |           |           |           |           |
| Етапи юніорського Гран-Прі, Угорщина               | 3         |           |           |           |           |

- WD — знявся зі змагань

## Виноски
1. ↑  Сергій Воронов змінив коротку програму. Архів оригіналу за 22 січня 2009. Процитовано 6 квітня 2009.
2. ↑  Валентин Пісеєв: «У мене немає  претензій ні до кого зі спортсменів, за винятком Воронова» [Архівовано 31 березня 2009 у Wayback Machine.](рос.)
3. ↑  Олександр Жулін: «Воронов не хоче бачити далі за свій власний ніс» [Архівовано 1 квітня 2009 у Wayback Machine.](рос.)
4. ↑  Артур Дмітрієв: «Впоратись із Вороновим самотужки неможливо» [Архівовано 7 квітня 2009 у Wayback Machine.](рос.)